# Джордан (команда Формули-1)
Jordan Grand Prix — колишня ірландська команда і конструктор Формули-1, яка брала участь у чемпіонатах Формули-1 з 1991 по 2005 рік. Команду заснував підприємець із Дубліна, Едмунд «Едді» Джордан, що у молодості працював банкіром та бухгалтером та згодом приєднався до світу автомобільних перегонів. Він виступав в різних серіях автоперегонів до кінця 1979 року. Після цього він заснував гоночну команду під назвою Eddie Jordan Racing, яка брала участь у змаганнях Британської Формули-3 та Формули-3000. Озброївшись досвідом, досягнутим в обох серіях, Джордан вирішив взяти участь у чемпіонаті Формули-1. Команда дебютувала на Гран-прі США 1991 року. До списку досягнень команди Jordan за час виступів у Формулі-1 увійшли чотири перемоги та дві поул-позиції. Найвищою позицією команди в чемпіонаті серед конструкторів стало третє місце в сезоні 1999 року. Першу перемогу команда здобула на Гран-прі Бельгії 1998 року з Деймоном Гіллом, а останню перемогу для команди приніс Джанкарло Фізікелла на Гран-прі Бразилії 2003 року.
Загалом 30 гонщиків представляли команду Jordan за всю її історію в Формулі-1. Деякі з них досягли значного успіху після того, як покинули Jordan, як-от Міхаель Шумахер, який сім разів ставав чемпіоном Формули-1, Алекс Дзанарді, який двічі ставав чемпіоном CART і Такума Сато, який двічі перемагав в Індіанаполіс 500. Рубенс Баррікелло став першим пілотом, який здобув поул-позишн і подіум для Jordan. З двома перемогами в сезоні і майже чемпіонством світу в 1999 році, Гайнц-Гаральд Френцен став найуспішнішим гонщиком, якого команда коли-небудь підписувала.
Після того, як наприкінці сезону 2002 року компанія Honda припинила постачати двигуни, результати команди почали сильно погіршуватись. Невдача Едді Джордана в його спробах засудити телекомунікаційну компанію Vodafone у сезоні 2003 року через проблеми зі спонсорським контрактом призвела до того, що команда потрапила у фінансову кризу на початку сезону 2004 року. Це змусило Джордана продати всі свої активи команди компанії Midland Group. Назва команди Jordan була збережена на сезон 2005 року, а на наступний сезон команда була перейменована на Midland F1 Racing.

## Початок
Команду Jordan заснував ірландець Едді Джордан. Він був студентом-стоматологом Дублінського університету, перш ніж кинути навчання, щоб пройти шеститижневий курс бухгалтерського обліку в Комерційному коледжі Дубліна. Після закінчення курсу Джордан розпочав свою кар'єру в якості співробітника маллінгарського відділення Банку Ірландії. Після чотирьох років в Маллінгарі Джордан перейшов до філії на Камден-стріт у Дубліні. Коли банківська криза накрила Ірландію в 1970 році, Джордан вирішив звільнитися з Банку Ірландії, щоб приєднатися до компанії Jersey Electricity в якості бухгалтера. Він також підробляв ночами барменом у місцевому барі. Цього ж року Джордан познайомився з автоспортом, коли став свідком перегонів на картах під час Bouley Bay Hill Climb. На заощаджені гроші Джордан купив карт, щоб кататися по грунтовій дорозі в затоці Сент-Брелад. У 1971 році Джордан взяв участь чемпіонаті Ірландії з картингу та переміг в ньому. У 1970-х Джордан брав участь у різноманітних перегонах на автомобілях з відкритими колесами, таких як Формула-Ford, Формула-3 та Формула-Atlantic. Його найвищим досягненням став титул ірландської Формули-Atlantic в 1978 році.
Завдяки своїй безрозсудності та заощадженням, які були у нього на той час, Джордан заснував у 1980 році гоночну команду під назвою Eddie Jordan Racing. Команда дебютувала в сезоні Британської Формули-3 1981 року разом з пілотами Девідом Леслі та Девідом Сірсом. Першим великим досягненням команди стало друге місце Мартіна Брандла в особистому заліку чемпіоната Британської Формули-3 1983 року. У 1987 році команда залучила Джонні Герберта, який того сезону став чемпіоном британської Формули-3.
Потім команда Джордана взяла участь у чемпіонаті Формули-3000 у сезоні 1988 року з пілотами Джонні Гербертом і Мартіном Доннеллі. У 1989 році команда перемогла в чемпіонаті Формули-3000 разом із французьким гонщиком Жаном Алезі. У тому ж сезоні команда найняла Гарі Андерсона на посаду інженера Доннеллі, він також був відповідальним за роботу команди загалом. Пізніше Андерсон став повноцінним членом команди, починаючи з 1990 року.

## Історія виступів в Формулі-1

### 1991: Дебютний сезон

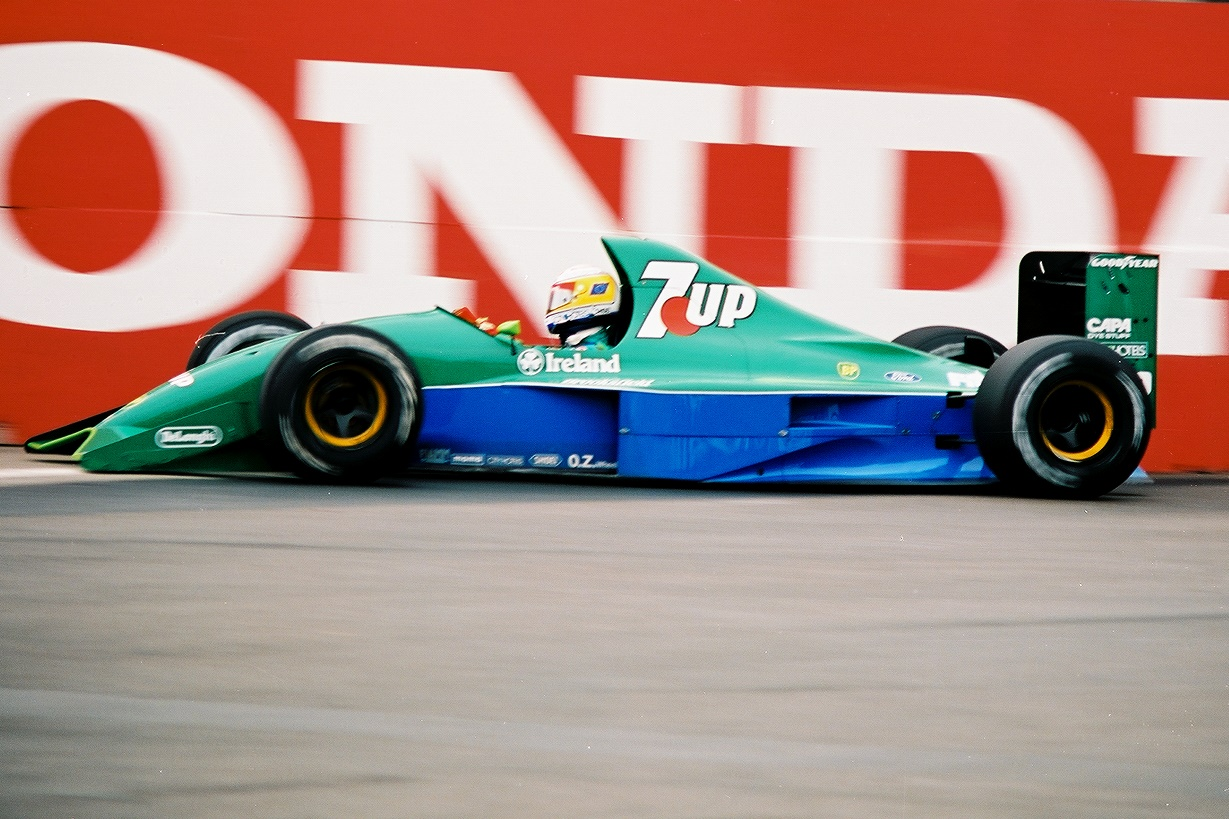
Бертран Гашо за кермом Jordan 191 на дебютному для команди Гран-прі США 1991 року.

Успіх Eddie Jordan Racing у молодших формулах надихнув Джордана перейти на вищий рівень, а саме у Формулу-1. Маючи капітал у 2,5 мільйона фунтів стерлінгів, Джордан представив свій проект перед усіма співробітниками команди. За іронією долі, більшість співробітників навіть посміялися над ідеєю Джордана та вважали її абсурдною, оскільки з такою сумою грошей було б дуже важко створити команду Формули-1. Незважаючи на те, що співробітники не сприйняли ідею серйозно, Джордан не впав духом. Після цього він попросив Гері Андерсона продовжити «абсурдний» проект. Андерсону вдалося успішно розробити нове шасі, яке згодом стане болідом Jordan 191. Під час підготовки до тестів на автодромі Сільверстоун з пілотом Джоном Вотсоном, працівники команди були збентежені, оскільки у них не було двигуна, який можна було б встановити в шасі. В цей час Джордан познайомився з Бернардом Фергюсоном, який допоміг йому отримати контракт на двигуни від компанії Ford-Cosworth. Після отримання двигуна Джордан та його команда продовжили тести боліда, які раніше довелось відкласти. Тести пройшли гладко і надихнули команду ще краще підготуватись до проведення офіційної презентації автомобіля. Під час презентації команда була висміяна кількома присутніми журналістами, оскільки вважалося, що у команда немає коштів через чисту чорну ліврею боліда без жодних спонсорів. Після запуску Джордан наполегливо працював, щоб переконати кілька компаній стати спонсорами його команди. Джордан вдалося досягти угоди з 7 Up, брендом безалкогольних напоїв, що належить PepsiCo, про спонсорство його команди. Завдяки цій спонсорській угоді болід команди Jordan 191 було перефарбовано в зелений. Джордан також вів переговори з Kodak, але керівництво Kodak відмовилося, оскільки вважалося, що зелений колір на автомобілі команди натомість спрямовуватиме людей до бренду Fujifilm, який був їхнім головним конкурентом. Згодом Джордан вирішив звернутись до керівництва Fujifilm і компанія погодилася спонсорувати його команду.
На свій дебютний сезон команда підписала контракти з італійцем Андреа де Чезарісом і бельгійцем Бертраном Гашо. Де Чезаріс і Гашо зуміли досягти подвійного фінішу на Гран-прі Канади, а саме четвертого і п'ятого місць, що також стало першим фінішем команди в очках у Формулі-1. На Гран-прі Бельгії Гашо був змушений знятися з гонки через скоєння злочину в Англії, напавши на таксиста, використовуючи газовий балончик. Через цю ситуацію команда була змушена найняти молодого німця, який раніше брав участь  перегонах на спортивних автомобілях, а саме Міхаеля Шумахера, за суму близько 150 000 доларів США, щоб орендувати його у Mercedes-Benz. Крім того, команді вдалося утримати Шумахера лише на одну гонку, тому що Флавіо Бріаторе залучив його до команди Benetton за контрактом, який передбачав виплати кожної гонки. Джордан, який був роздратований суперечливими діями Бріаторе, потім спробував подати позов проти Бріаторе і Benetton до Високого суду Англії, але справа була вирішена за посередництва Берні Екклстоуна, який також брав участь у переході Шумахера в Benetton. В підсумку команда Jordan отримала «подарунок» у вигляді безкоштовного постачання двигунів від Yamaha на сезон 1992 року.
Де Чезаріс успішно фінішував дев'ятим у заліку пілотів, а Гашо закінчив на 13-му місці. Іншими гонщики, які також виступили за команду Jordan у сезоні 1991 року, були Роберто Морено та Алекс Дзанарді, обидва з яких не змогли набрати жодного очка до кінця сезону. Команда завершила сезон на п'ятому місці в Кубку конструкторів з 13 очками.

### 1992: Двигуни Yamaha

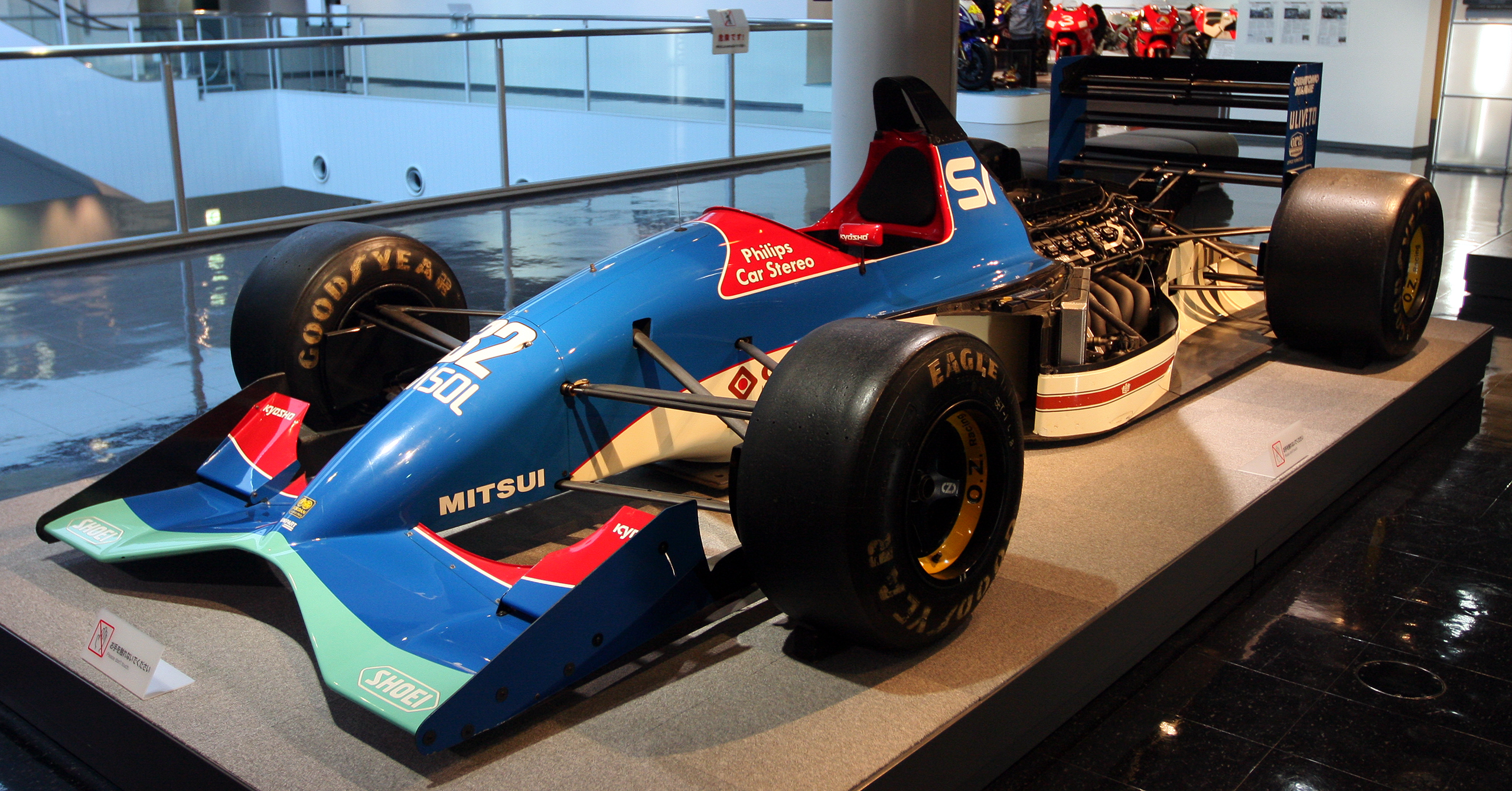
Jordan 192 на якому використовувались двигуни Yamaha.

У сезоні 1992 року команда Jordan представила новий болід Jordan 192 з двигунами Yamaha з новим дуетом пілотів, а саме Стефано Модена та Маурісіо Гужельмін. З менш надійним двигуном результати команди значно погіршились порівняно з попереднім сезоном. Модена не зміг пройти кваліфікацію в Південній Африці, Іспанії, Німеччині та Італії. Тим часом Гужельмін зміг дістатись до фінішу лише в п'яти Гран-прі цього сезону. Єдині очки команда отримала в Австралії, коли Модена фінішував на шостій позиції. У підсумковій турнірній таблиці сезону команда опустилася на 11 місце, здобувши лише одне очко.

### 1993–1994: Двигуни Hart

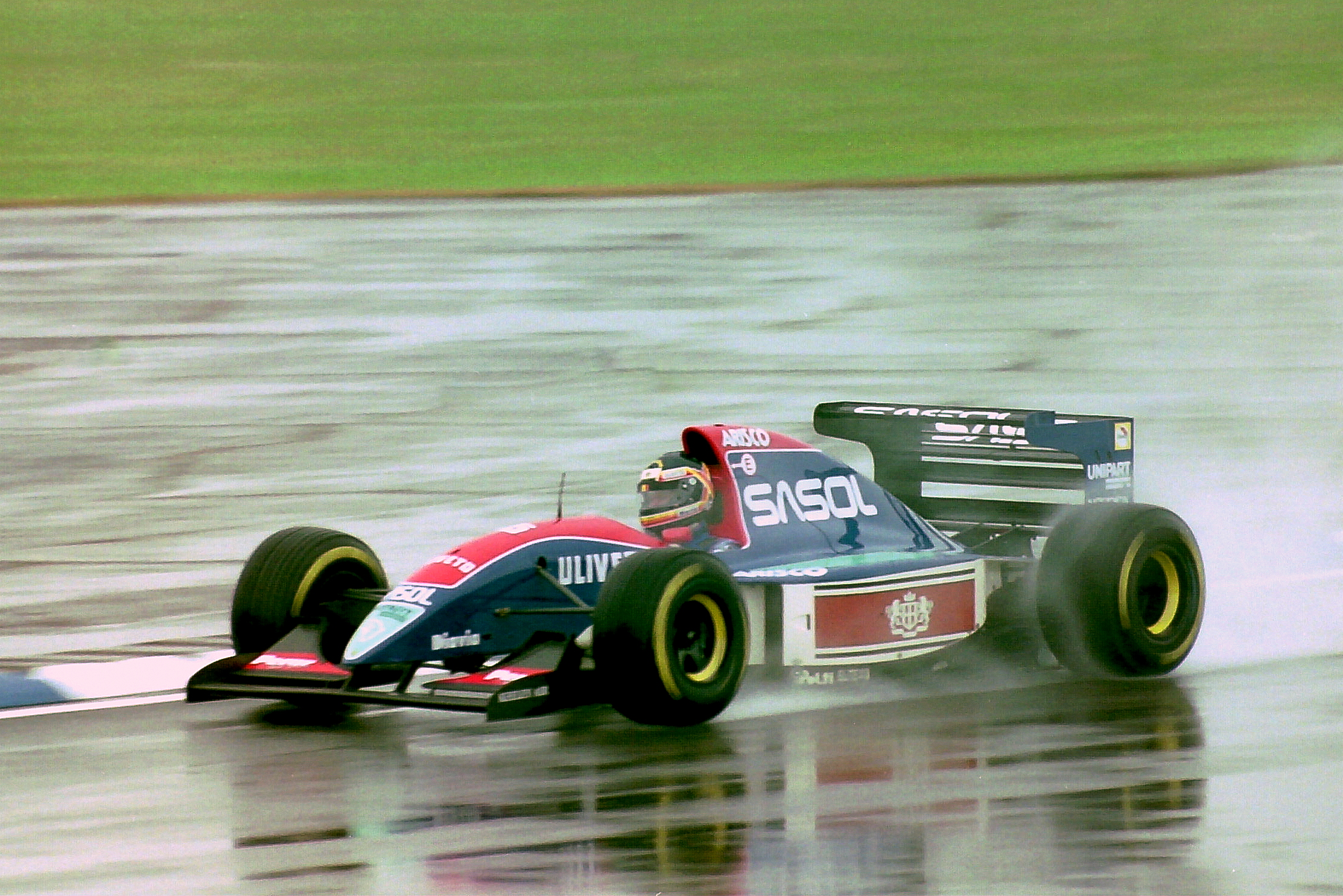
Тьєрі Бутсен за кермом Jordan 193 під час практика на Гран-прі Великої Британії 1993 року.

Дізнавшись про погану роботу двигунів Yamaha, Джордан спробував знайти інші, більш надійні, двигуни на сезон 1993 року. Йому вдалося укласти контракт із компанією Brian Hart Ltd., яка стала постачальником двигунів для його команди на наступні два сезони.  На 1993 рік команда виставила ще одну пару нових пілотів, цього разу італійця Івана Капеллі та бразильського новачка Рубенса Баррікелло. Капеллі провів у команді лише дві гонки, а потім його підміняли чотири інших пілоти, а саме: Тьєрі Бутсен, Марко Апічелла, Емануель Наспетті та Едді Ірвайн. В гонках цього сезону Jordan стабільно знаходилась в середині пелетона, хоча очки знову вдалося отримати лише в кінці сезону на Гран-прі Японії завдяки Баррікелло та Ірвайну, які фінішували п'ятим і шостим відповідно. Також після закінчення гонки Ірвайн вотрапив у суперечку з Айртоном Сенною через те, що Сенні здалось, що Ірвайн заважав йому під час гонки. Після сварки Сенна вдарив Ірвайна по обличчю.
Партнерство Баррікелло та Ірвайна було збережено на сезон 1994 року. Ірвайн невдало розпочав сезон через те, що отримав заборонену на участь у трьох наступних гонках за небезпечне водіння, що призвело до інциденту на Гран-прі Бразилії. В якості тимчасової заміни Ірвайну команда Jordan викликала Аґурі Судзукі для Гран-прі Тихого океану та Андреа де Чезаріса для перегонів у Сан-Марино та Монако. Баррікелло здобув перший подіуму для себе та команди, коли фінішував третім на Гран-прі Тихого Океану. Однак він також потрапив в серйозну аварію, яка ледь не забрала його життя під час практики на Гран-прі Сан-Марино. В двох різних інцидентах під час вікенду в Сан-Марино також загинули австрієць Роланд Ратценбергер і бразилець Айртон Сенна. Повернення Ірвайна відбулось на Гран-прі Іспанії, яке він відзначив набраними очками, фінішувавши шостим. Наприкінці сезону Баррікелло здивував команду, завоювавши перший поул-позишн для команди на Гран-прі Бельгії, хоча він не зміг фінішувати в гонці наступного дня. За підсумками сезону команда Jordan з 28 очками посіла п'яте місце в Кубку конструкторів.

### 1995–1997: Двигуни Peugeot

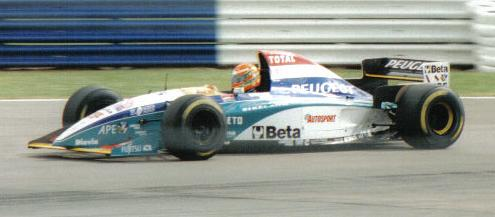
Едді Ірвайн за кермом Jordan 195 на Гран-прі Великої Британії 1995 року.

Напередодні сезону 1995 року Едді Джордану вдалось проявити винахідливість, щоб допомогти команді покращити результати. Невдовзі після того, як McLaren розірвали контракт з Peugeot незадовільну роботу двигунів, Джордану вдалося забезпечити контракт на постачання двигунів французькою компанією для його команди. Зберігши дует пілотів Рубенса Баррікелло та Едді Ірвайна, Джордан зміг зберегти стабільні виступи команди в середині пелетона. На Гран-прі Канади команда здобула подвійний подіум: Баррікелло фінішував другим, а Ірвайн — третім. Їм також вдалося набрати подвійні очки на Гран-прі Європи: Баррікелло фінішував четвертим, а Ірвайн — шостим. Наприкінці сезону команда посіла шосте місце в Кубку конструкторів, набравши 21 очко.
У сезоні 1996 року команда Jordan отримала спонсорські кошти від тютюнової компанії Benson & Hedges. Як наслідок, колір їхньої машини змінився на яскраво-жовтий. Ірвайн приєднався до команди Scuderia Ferrari, а його місце зайняв інший британець Мартін Брандл. Рубенс Баррікелло продовжив виступати за Jordan. Перші очки в сезоні команда набрала в Аргентині завдяки Баррікелло, який посів четверте місце. Команді вдалось здобути подвійні очки в трьох гонах поспіль, а саме на Гран-прі Європи, Великої Британії та Італії. Незважаючи на відсутність фінішів на подіумі протягом сезону, команді вдалося завершити сезон на п’ятому місці в Кубку конструкторів з 22 очками. Команда піднялась на одну позицію в порівнянні з попереднім сезоном.
У сезоні 1997 року команда Jordan знову оновила свій склад пілотів. Баррікелло перейшов в команду Stewart, а Брандл вирішив завершити кар'єру в Формулі-1. Спочатку команда провела тести з Найджелом Менселлом в грудні 1996 року з сподіванням підписати його на сезон 1997 року, але Менселл вирішив відхилити пропозицію команди. В якості альтернативи команда ризикнула підписати двох малодосвідчених пілотів, а саме німця Ральфа Шумахера та італійця Джанкарло Фізікеллу. Шумахер здобув подіум, коли фінішував третім в Аргентині, а згодом Фізікелла зумів двічі піднятись на подіум, а саме на Гран-прі Канади та Бельгії. Однак вони також декілька разів потрапляли в інциденти один з одним, як-от зіткнення в Аргентині та Люксембурзі. Команді знову вдалося фінішувати п'ятим у заліку конструкторів з 33 очками.

### 1998–2000: Успіх з Mugen-Honda

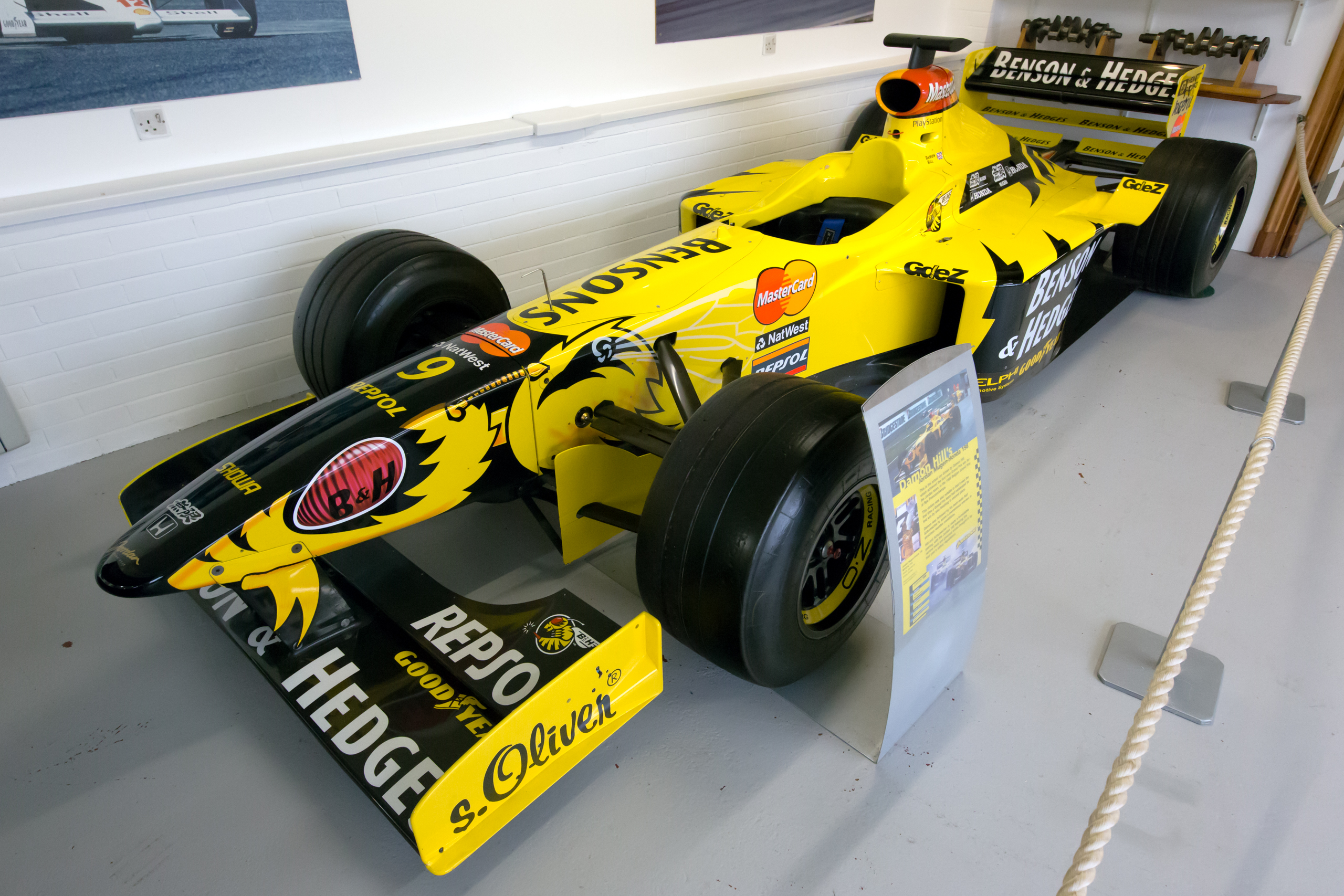
Jordan 198 на якому Деймон Гілл здобув першу перемогу для команди на Гран-прі Бельгії 1998 року.

У сезоні 1998 року команда спричинила фурор, підписавши чемпіона світу 1996 року Деймона Гілла як партнера Ральфа Шумахера. У попередньому сезоні Гілл приєднався до Arrows, але не зміг досягти значних результатів. Тим часом Фізікелла перейшов до команди Benetton. Що стосується самого двигуна, цього разу команда Jordan Grand Prix уклала партнерство на наступні три сезони з японською компанією Mugen-Honda, яка була технічним партнером Honda. У попередньому сезоні Mugen-Honda постачала двигуни команді Prost, перш ніж вони перейшли на двигуни Peugeot, які раніше використовувала Jordan. Команда також найняла інженера Майка Гаскойна з команди Tyrrell, щоб замінити Гарі Андерсона, який залишив команду. Протягом першої половини сезону 1998 року команда не змогла набрати жодного очка через ненадійність болідів команди. Гілл був дискваліфікований на Гран-прі Бразилії за порушення обмеження мінімальної ваги боліда, який виявився на 8 кг легше мінімальної ваги. Команді вдалося набрати перші очки в сезоні лише на Гран-прі Великої Британії, коли Шумахер фінішував шостим. Гілл згодом також здобув свої перші очки в сезоні, фінішувавши четвертим у Німеччині та Угорщині.
На Гран-прі Бельгії на трасі Спа-Франкоршам Гілл взяв лідерство з першого кола, зумівши уникнути аварії за участю 12 автомобілів, причиною якої стала втрата керування боліда Девідом Култгардом відразу після старту. Гонку зупинили, а згодом процедуру старту повторили. Гілл ненадовго поступився Міхаелю Шумахеру на восьмому колі, але відновив лідерство на 26-му колі після того, як Шумахер зійшов після зіткнення з Култгардом. Коли Деймон Гілл і Ральф Шумахер йшли на першій та другій позиціях в гонці, команда була збентежена щодо вибору стратегії: дозволити гонщикам змагатися один з одним чи застосувати командну тактику. Зрештою, Гілл озвучив свою пораду команді, а саме довести обидві машини до фінішу, що змусило Едді Джордана наказати Гіллу та Ральфу залишитися на своїх позиціях. Гілл виграв гонку, а також здобув першу перемогу команди Jordan у Формулі-1. У наступній гонці на Гран-прі Італії Ральф знову піднявся на подіум, фінішувавши на третьому місці. Гілл завершив сезон 1998 року, фінішувавши в очках на четвертій позиції в Японії. За підсумками сезону команда Джордана посіла четверте місце в турнірній таблиці з 34 очками.

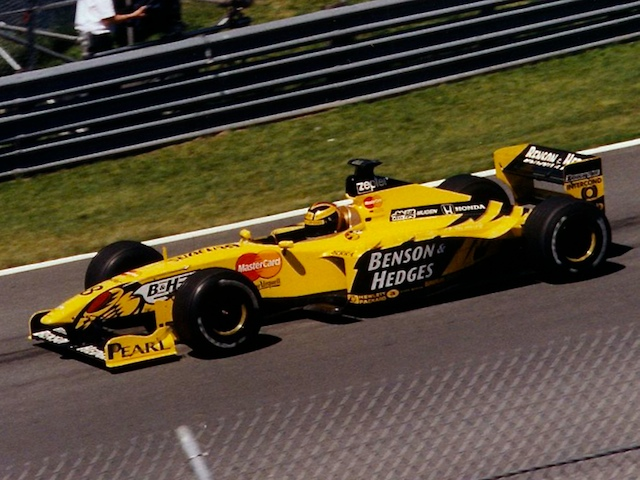
Гайнц-Гаральд Френтцен за кермом Jordan 199 на Гран-прі Канади 1999 року.

У сезоні 1999 року після переговорів з Міхаелем Шумахером, братом Ральфа Шумахера, який був незадоволений командними наказами по відношенню до Ральфа на Гран-прі Бельгії 1998 року, команда Jordan обмінялася пілотами з командою Williams. Гайнц-Гаральд Френтцен підписав контракт з Jordan, а Ральф перейшов до Williams на прохання їхнього майбутнього постачальника двигунів, BMW. Команда добре розпочала сезон, Френцен посів друге місце в Австралії та третє місце в Бразилії. Однак результативність Гілла помітно погіршилась. На Гран-прі Канади Гілл оголосив, що завершить кар'єру після закінчення сезону 1999 року. Після сходу з дистанції на Гран-прі Франції, в той час як його товариші по команді зумів перемогти, Гілл раптово вирішив завершити кар'єру раніше, ніж попередньо планувалося. Едді Джордан переконав Гілла залишитись в команді, принаймні, ще на одну гонку. Гілл погодився і перед Гран-прі Великої Британії оголосив, що покине Формулу-1 після гонки. Команда була змушена провести серію тестів з Йосом Ферстаппеном як кандидатом на заміну Гілла. Після п'ятого місця в домашній гонці Гілл передумав і погодився залишитися до кінця сезону. Гілл заробив свої останні очки в Формулі-1, посівши шосте місце в Бельгії. Тим часом Френтцен продовжив свою серію вдалих виступів, піднявшись на подіуми в Німеччині та Бельгії, а також перемігши в Італії. Успішні результати Френтцена допомогли йому увійти до числа кандидатів на звання чемпіона Формули-1. На жаль, на Гран-прі Європи Френтцен був змушений зійти з дистанції через технічні проблеми, коли очолював гонку. Шосте місце, досягнуте в Малайзії, покінчило з надією Френтцена на титул, оскільки після гонки він відставав від Міки Гаккінена на 12 очок за одну гонку, що залишилася. Проте завдяки четвертому місцю, яке він досяг у Японії, команда Jordan успішно забезпечила собі третє місце в турнірній таблиці серед конструкторів того сезону, набравши 61 очко.
У сезоні 2000 року команда Jordan підписала контракт з італійцем Ярно Труллі замість Гілла, який завершив кар'єру. Труллі отримав репутацію гонщика, здатного витиснуте усе з машини, завдяки своїм виступам за команди Minardi та Prost. Едді Джордан, як власник команди, сподівався, що дует Френцена і Труллі зможе продовжити демонструвати результати, що були досягнуті в сезоні 1999 року, коли вони фінішували третіми в Кубку конструкторів. Однак великі надії Джордана розвіялися після того, як його команда показала невтішні результати на кількох Гран-прі. Протягом сезону 2000 року команді вдалося лише двічі піднятися на подіум, Френтцен посів третє місце в Бразилії та Сполучених Штатах. Тим часом Труллі залишався непослідовним протягом усього сезону, хоча він регулярно стартував з перших рядів, наприклад, стартував другим у Монако та Бельгії. Через низькі результати команда опустилася на шосте місце в турнірній таблиці із 17 очками.

### 2001–2002: Двигуни Honda

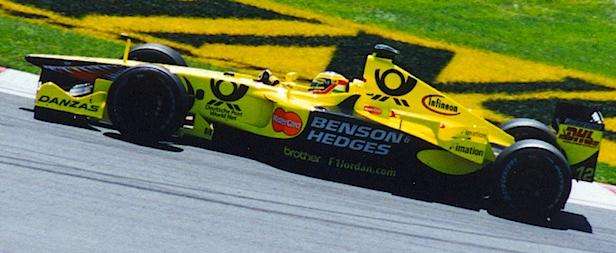
Ярно Труллі за кермом Jordan EJ11 на Гран-прі Канади 2001 року.

У 2001 році команда Jordan перейшла на використання двигунів Honda, які привернули увагу команди своєю ефективністю на болідах British American Racing (BAR) в попередньому сезоні. Дует Френтцена і Труллі був збережений на цей сезон. На Гран-прі Канади Френтцен зіштовхнувся з проблемами із зором і вирішив пропустити гонку. Його тимчасово замінив тест-пілот Рікардо Зонта, який фінішував сьомим в гонці. Під час Гран-прі Німеччини Едді Джордан раптово вирішив звільнити Френтцена і за кермо Jordan тимчасово повернувся Зонта. Пізніше Френтцен намагався подати до суду на Джордана та його команду з цього приводу, але і Джордан, і Френтцен спростували чутки про те, що між ними була особиста суперечка, що призвела до звільнення. В інтерв'ю в 2005 році Джордан сказав, що його рішення звільнити Френтцена було наслідком тиску з боку Honda, яка хотіла, щоб його команда найняла Такуму Сато на сезон 2002 року, а також частиною переговорів щодо вартості контракту на двигуни японської компанії. Під час участі в Гран-прі Угорщини команда залучила Жана Алезі, який раніше працював з Едді Джорданом, коли команда ще була у Формулі-3000. Алезі зумів набрати одне очко, фінішувавши шостим в Бельгії. Тим часом Труллі вдалося п’ять разів фінішувати в очках протягом сезону, що привело команду Jordan до фінішу на п’ятому місці в Кубку конструкторів, випередивши на одне місце команду BAR, яка також  використовувала двигуни Honda.

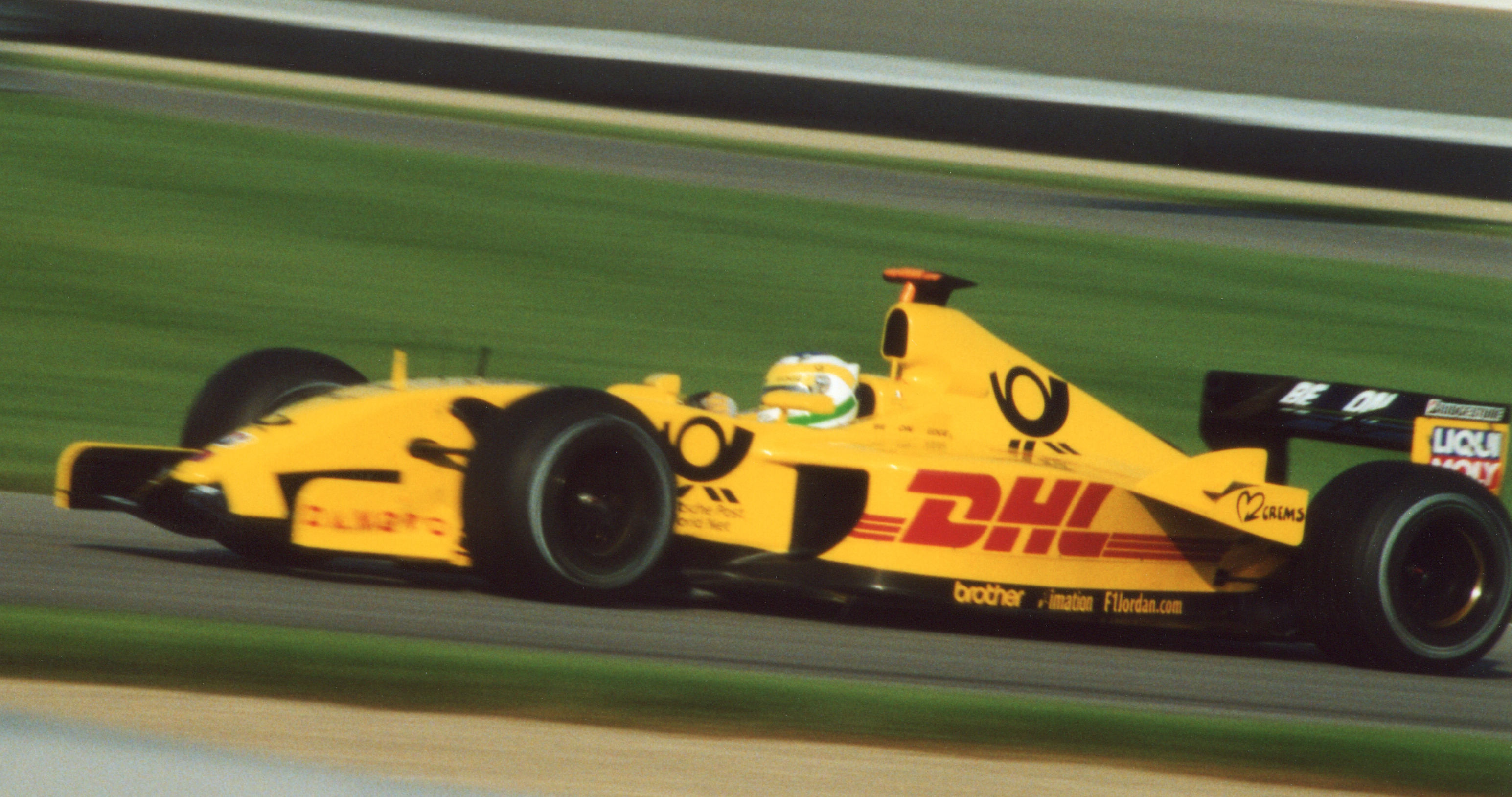
Джанкарло Фізікелла за кермом Jordan EJ12 на Гран-прі США 2002 року.

На початку сезону 2002 року команда повторно підписала Джанкарло Фізікеллу замість Труллі, який перейшов до команди Renault. Такума Сато також приєднався до команди на друге місце, замінивши Алезі, який завершив кар'єру в Формулі-1. Через зменшення спонсорських коштів у поточному сезоні результати команди почали погіршуватись. Фізікелла зміг показати гарні результати в кваліфікаціях, посівши шосте місце на стартовій решітці в Канаді та п’яте в Угорщині. Однак через недосконалість боліда італійський гонщик часто відчував труднощі під час гонки, і він зміг здобути очки лише чотири рази, фінішувавши п’ятим в Австрії, Монако та Канаді та шостим в Угорщині. Тим часом, виступи Сато були менш послідовними протягом сезону через часті серйозні інциденти, такі як, аварія під час вільної практики Гран-прі Австралії та аварія під час гонки в Австрії, в яку також потрапив пілот Sauber Нік Гайдфельд. Сато спромігся показати результат тільки на домашньому Гран-прі Японії, фінішувавши п'ятим. Незважаючи на погіршення форми, команда Jordan змогла фінішувати шостою в Кубку конструкторів, випередивши команду BAR на дві позиції.

### 2003–2004: Остання перемога з двигунами Ford

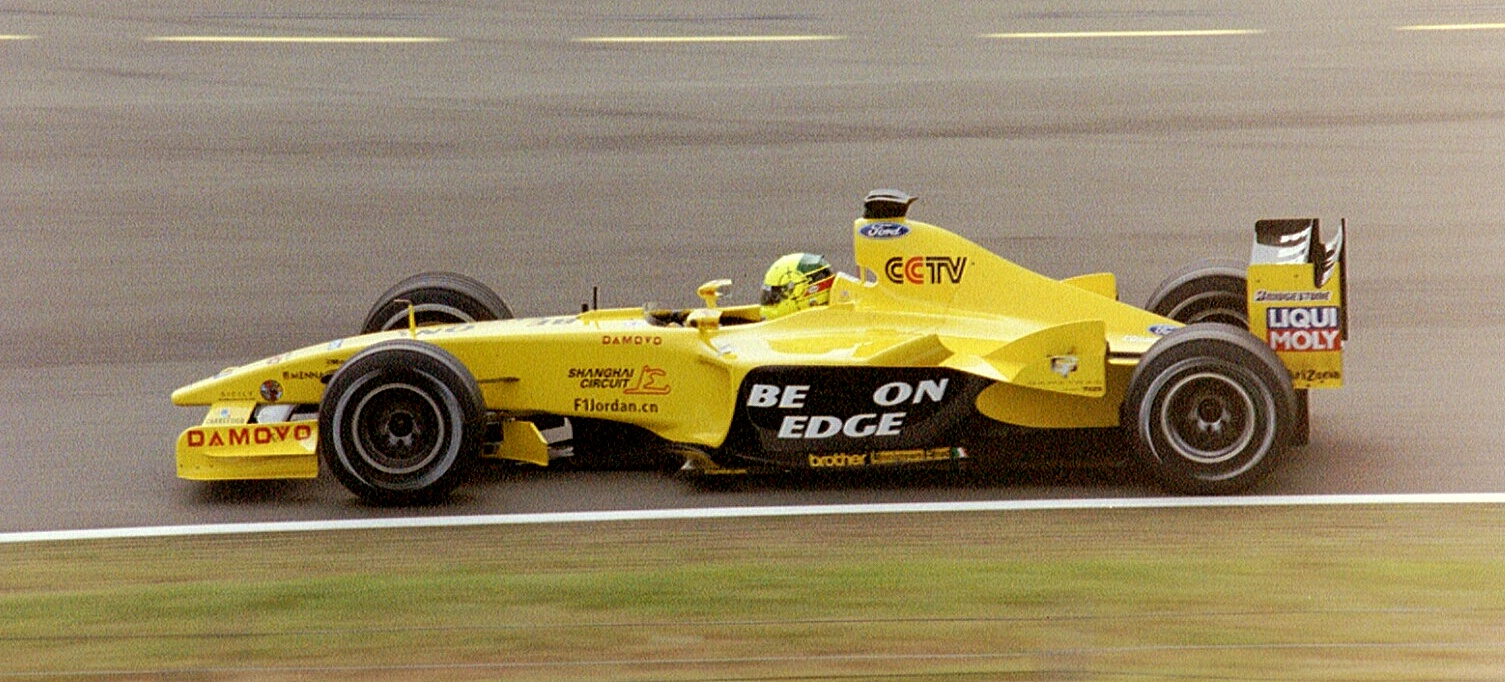
Ральф Фірман за кермом Jordan EJ13 на Гран-прі Великої Британії 2003 року.

На початку сезону 2003 року Honda припинила постачання двигунів для Jordan, щоб зосередитися на партнерстві з командою BAR. Ця ситуація змусила Едді Джордана укласти нову угоду про постачання двигунів Ford-Cosworth. Сезон 2003 року виявився для команди не надто вдалим, їхнім єдиним досягненням стала перемога над Minardi в Кубку конструкторів. Незважаючи на це команді вдалося перемогти на Гран-прі Бразилії за незвичних умов. Все почалося з великої аварії за участю Марка Веббера та Фернандо Алонсо на стартовій прямій через вологу трасу після сильного дощу, через що гонку було зупинено. Після того, як стюарди заплуталися щодо кількості пройдених кіл пілотами, вони оголосили переможцем Кімі Ряйкконена, а Джанкарло Фізікелла було присуджено друге місце. Проте, перевіривши відеоматеріали та зіставивши їх з комп’ютерними даними, через тиждень FIA підтвердила зміни в результатах гонки та оголосила Фізікеллу переможцем. Для самого Фізікелли перемога в Бразилії стала першою перемогою в Формулі-1, хоч він і не зміг відсвяткувати її на подіумі після гонки. Згодом він з Ряйкконеном провели урочистий обмін кубками на наступній гонці в Сан-Марино, а Рон Денніс із McLaren передав кубок за перемогу конструктора Едді Джордану. Незважаючи на цю несподівану перемогу, ні Фізікелла, ні його товариш по команді Ральф Фірман не змогли досягти подальших успіхів на повільному Jordan EJ13. Після того як Фірман отримав травму в вільній практиці на Гран-прі Угорщини, команді довелось виставити місцевого угорського гонщика Жолта Баумгартнера замість нього. Фірман повернувся на останні дві гонки сезону, але не зміг збільшити кількість очок, набраних в Іспанії. Фізікелла зумів отримати лише два додаткові очки, фінішувавши сьомим в Сполучених Штатах. Після закінчення сезону італієць покинув Jordan, щоб приєднатися до команди Sauber.
У червні 2003 року Едді Джордан подав позов проти телекомунікаційної компанії Vodafone на 150 мільйонів фунтів стерлінгів. Він стверджував, що компанія уклала усну угоду про спонсорство його команди на три роки, але замість цього перейшла на спонсорство команди Ferrari. Через два місяці Джордан відкликав позов, погодившись сплатити всі судові витрати та компенсацію компанії Vodafone. Цей крок став початком фінансових проблем команди, які серйозно вплинули на наступні сезони. Суддя першої інстанції попередньо постановив, що звинувачення та вимоги Джордана проти Vodafone були «безпідставними та сфабрикованими».

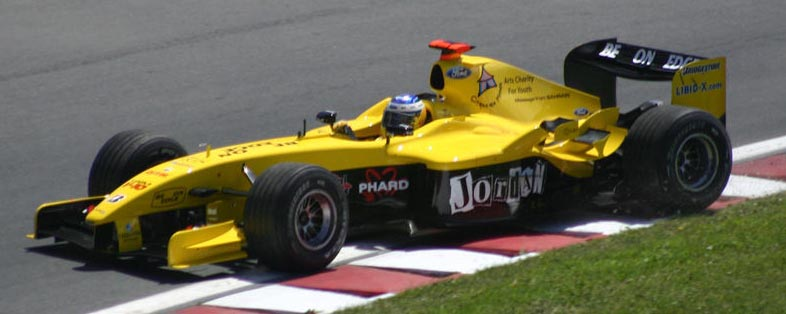
Нік Гайдфельд за кермом Jordan EJ14 на Гран-прі Канади 2004 року.

У сезоні 2004 року команда Jordan зіштовхнулася з фінансовими труднощами, що поставили її майбутнє у Формулі-1 під сумнів. Команда підписала німця Ніка Гайдфельда, який раніше виступав за команди Sauber і Prost, а також італійського новачка Джорджо Пантано. Озброївшись достатнім досвідом, Гайдфельд продемонстрував свої здібності бути першим пілотом команди, хоч він не зміг забезпечити максимальні результати через обмеження при розробці боліда Jordan EJ14. Пантано розпочав сезон з проблемами зі своїм спонсором. Через це він був змушений пропустити гонку в Канаді і його тимчасово замінив Тімо Глок. І Гайдфельд, і Глок фінішували та заробили очки в гонці, хоча це сталося після того, як команди Toyota і Williams були дискваліфіковані через технічні порушення в гальмівних системах. На Гран-прі Китаю команда вирішила замінити Пантано на Глока до кінця сезону. Як і в попередньому сезоні, команда Jordan змогла лише фінішувати вище команди Minardi у Кубку конструкторів з 5 очками.

### 2005: Останній сезон з двигунами Toyota

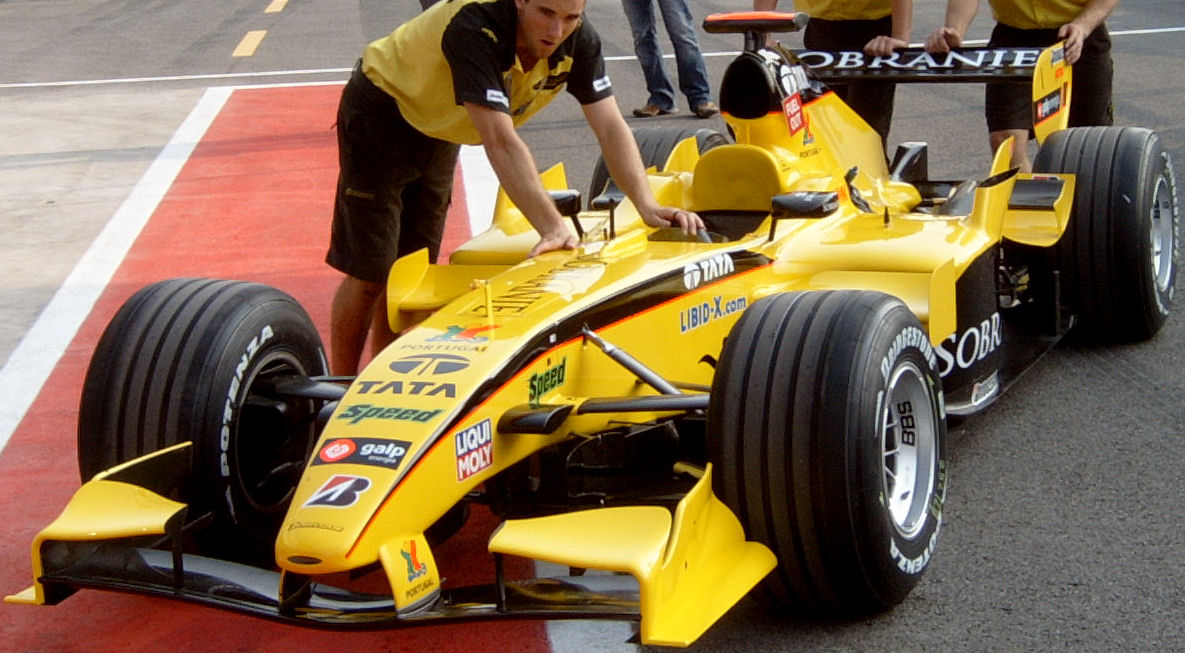
Jordan EJ15 став останнім болідом команди в Формулі-1.

Рішення Ford Motor Company припинити участь у Формулі-1 наприкінці сезону 2004 року, який ознаменувався продажем команди Jaguar Racing і виробника двигунів Cosworth, означало, що команда Jordan залишилася без постачальника двигунів до сезону 2005 року. Пізніше Едді Джордану вдалося домовитися з Toyota, щодо постачання двигунів на сезон 2005 року. В Toyota також пообіцяли, що двигуни, які вони постачатимуть команді Jordan, матимуть ті самі характеристики та будуть на одному рівні з двигунами, які використовує її власна заводська команда Toyota Racing.  Наприкінці січня 2005 року Берні Екклстоун допоміг Джордану організувати продаж команди Алексу Шнайдеру, російсько-канадському бізнесмену, який володів Midland Group. Вартість угоди з продажу команди оцінювалася приблизно в 60 мільйонів доларів США, причому, як повідомлялось, Джордан плакав, підписуючи цю угоду. Команда Midland вирішила зберегти назву Jordan для сезону 2005 року, перш ніж змінити назву на MF1 Racing, починаючи з сезону 2006 року.
На початку поточного сезону ЗМІ почали сумніватися в прихильності Midland Group до Формули-1, в тому числі щодо управління командою Jordan, яку вони взяли на себе. Було багато чуток щодо продажу команди іншим зацікавленим сторонам, серед потенційних покупців був колишній пілот команди Jordan Едді Ірвайн. Зрештою ці чутки були розвінчані, коли Midland продовжили управління командою до кінця сезону 2006 року. У сезоні 2005 року команда представила новий дует пілотів, а саме індійця Нараїна Картікеяна та португальця Тьягу Монтейро. У цей перехідний період команда здебільшого знаходилась в нижній частині турнірної таблиці, а її найкращий результат був досягнутий на Гран-прі США, коли всі клієнти постачальника шин Michelin вирішили відмовитися від участі через проблеми з безпекою шин. В цій гонці Монтейро і Картікеяну вдалося фінішували третім і четвертим відповідно. Останні очки команда Jordan у Формулі-1 було здобуто на Гран-прі Бельгії, де Монтейро фінішував восьмим. У прощальній гонці команди в Китаї Монтейро зміг фінішувати лише 11-м, а Картікеян зійшов на 28-му колі після інциденту. В підсумку команда третій сезон поспіль опинилася на дев’ятому місці в Кубку конструкторів, набравши 12 очкок.

## Спадок
У лютому 2006 року Midland Group офіційно представила Midland F1 Racing як нову назву команди, що замінить Jordan Grand Prix. Команда виступала в сезоні 2006 року з пілотами Тьягу Монтейро та Крістіяном Альберсом. Через неконкурентоспроможну зовнішність команди та чутки, що циркулювали з 2005 року, що Midland Group намагається продати команду, 9 вересня 2006 було оголошено про те, що Spyker Cars погодилася купити команду Midland за 106,6 мільйонів доларів США, зі зміною назви команди на Spyker F1 на сезон 2007. Згодом, у вересні 2007 року команда була знову продана, цього разу індійському бізнесмену Віджаю Малльї, який пізніше змінив назву команди на Force India на сезон 2008 року. Після фінансових труднощів, які зазнала Force India у сезоні 2018 року, консорціум під керівництвом Лоуренса Стролла придбав активи команди та змінив її назву на Racing Point Force India. Однак пізніше вони вирішили зареєструвати команду Racing Point у FIA як абсолютно нову юридичну особу, завершуючи історію попередньої юридичної особи, що почалася з команди Jordan. У сезоні 2022 року команда Racing Point знову змінила назву на Aston Martin.
Колишній офіс і заводські приміщення Jordan Grand Prix в Сільверстоуні, Нортгемптоншир, продовжують використовуватись командою Aston Martin в 2023 році. Завдяки великим інвестиціям Лоуренса Стролла у 2022 році було проведено серйозну реконструкцію заводу в рамках амбіційних планів, спрямованих на те, щоб привести бренд Aston Martin до чемпіонського титулу Формули-1.

## Результати виступів
| Рік  | Назва                          | Шасі       | Двигун                        | Шини | №               | Пілоти                                                                                   | Очки | Місце |
| ---- | ------------------------------ | ---------- | ----------------------------- | ---- | --------------- | ---------------------------------------------------------------------------------------- | ---- | ----- |
| 1991 | Team 7Up Jordan                | 191        | Ford HB4 3.5 V8               | G    | 32. 33.         | Бертран Гашо Міхаель Шумахер Роберто Морено Алессандро Дзанарді Андреа де Чезаріс        | 13   | 5     |
| 1992 | Sasol Jordan                   | 192        | Yamaha OX99 3.5 V12           | G    | 32. 33.         | Стефано Модена Маурісіо Гужельмін                                                        | 1    | 11    |
| 1993 | Sasol Jordan                   | 193        | Hart 1035 3.5 V10             | G    | 14. 15.         | Рубенс Баррікелло Іван Капеллі Тьєрі Бутсен Марко Апічелла Емануель Наспетті Едді Ірвайн | 3    | 11    |
| 1994 | Sasol Jordan                   | 194        | Hart 1035 3.5 V10             | G    | 14. 15.         | Рубенс Баррікелло Едді Ірвайн Аґурі Судзукі Андреа де Чезаріс                            | 28   | 5     |
| 1995 | Total Jordan Peugeot           | 195        | Peugeot A10 3.0 V10           | G    | 14. 15.         | Рубенс Баррікелло Едді Ірвайн                                                            | 21   | 6     |
| 1996 | Benson & Hedges Jordan Peugeot | 196        | Peugeot A12 EV5 3.0 V10       | G    | 11. 12.         | Рубенс Баррікелло Мартін Брандл                                                          | 22   | 5     |
| 1997 | Benson & Hedges Jordan Peugeot | 197        | Peugeot A14 3.0 V10           | G    | 11. 12.         | Ральф Шумахер Джанкарло Фізікелла                                                        | 33   | 5     |
| 1998 | Benson & Hedges Jordan         | 198        | Mugen-Honda MF-301 HC 3.0 V10 | G    | 9. 10.          | Деймон Гілл Ральф Шумахер                                                                | 34   | 4     |
| 1999 | Benson & Hedges Jordan         | 199        | Mugen-Honda MF-301 HD 3.0 V10 | B    | 7. 8.           | Деймон Гілл Гайнц-Гаральд Френтцен                                                       | 61   | 3     |
| 2000 | Benson & Hedges Jordan         | EJ10 EJ10B | Mugen-Honda MF-301 HE 3.0 V10 | B    | 5. 6.           | Гайнц-Гаральд Френтцен Ярно Труллі                                                       | 17   | 6     |
| 2001 | Benson & Hedges Jordan Honda   | EJ11       | Honda RA001E 3.0 V10          | B    | 11. 11./12. 12. | Гайнц-Гаральд Френтцен Рікардо Зонта Ярно Труллі Жан Алезі                               | 19   | 5     |
| 2002 | DHL Jordan Honda               | EJ12       | Honda RA002E 3.0 V10          | B    | 9. 10.          | Джанкарло Фізікелла Такума Сато                                                          | 9    | 6     |
| 2003 | Jordan Ford                    | EJ13       | Ford RS1 3.0 V10              | B    | 11. 12.         | Джанкарло Фізікелла Ральф Фірман Жолт Баумгартнер                                        | 13   | 9     |
| 2004 | Jordan Ford                    | EJ14       | Ford RS2 3.0 V10              | B    | 18. 19.         | Нік Гайдфельд Джорджо Пантано Тімо Ґлок                                                  | 5    | 9     |
| 2005 | Jordan Grand Prix              | EJ15 EJ15B | Toyota RVX-05 3.0 V10         | B    | 18. 19.         | Тьягу Монтейро Нараїн Картікеян                                                          | 12   | 9     |